# Jeff Burton (pilote automobile)
Pour les articles homonymes, voir Jeff Burton et Burton.
Statistiques en NASCAR Cup Series
Dernière mise à jour : 5 mars 2017 
Jeff Burton est un pilote américain de NASCAR né le 29 juin 1967 à South Boston, Virginie. 

## Carrière sportive
Il a fait ses armes dans la NASCAR Cup Series au volant de la Ford no 99 de l'écurie Roush Racing de 1996 jusque fin 2003.
En 2004, il rejoint les rangs de la Richard Childress Racing et pilote la Chevrolet Impala no 31 sponsorisé par Caterpillar. Le 3 juillet 2011, lors de la course de Daytona, il fera son 600e départ en NASCAR Sprint Cup Series.
À la fin de la saison 2013, son contrat n'est pas renouvelé et doit donc retrouver un volant. Il signe chez Michael Waltrip Racing pour piloter la Toyota no 66 à mi-temps pour la saison 2014 ce qui préconise un probable départ à la retraite. Jeff Burton annonce lui-même en fin de saison 2013 que 2014 sera sa dernière année et qu'en 2015, il deviendra analyste pour NBC.
En 22 saisons de présence dans le championnat principal de la NASCAR, sa meilleure performance au classement général est une 3e place en 2000. Il a par ailleurs remportés 21 courses et décroché 6 pole positions (dont une aux Daytona 500 en 2006), la dernière au Michigan au mois d'août 2010. Les autres statistiques marquantes de Jeff Burton sont 132 top-5 et 254 top-10. Il a remporté autant de victoires que Bobby Labonte, Benny Parsons et Jack Smith.
Il est le frère de Ward Burton, ex pilote Nascar également.